# Sericoides monticola
Sericoides monticola är en skalbaggsart som beskrevs av Germain 1863. Sericoides monticola ingår i släktet Sericoides och familjen Melolonthidae. Inga underarter finns listade i Catalogue of Life.